# 小行星13434
小行星13434（13434 Adamquade）是一颗绕太阳运转的小行星，为主小行星带小行星。该小行星于1999年11月4日发现。

## 轨道参数
小行星13434的轨道半长轴为2.4074203 UA，离心率为0.181。